# Saison 2017-2018 de l'AS Rome
Maillots
Chronologie
Saison précédente Saison suivante
La saison 2017-2018 de l'AS Roma est la 91e saison depuis la création de l'équipe en 1927. Elle fait suite à la saison 2016-2017 durant laquelle l'équipe aura su se hisser jusqu'à la deuxième place du classement de la Serie A.
Lors de cette saison, la Roma est engagée dans 3 compétitions : la Serie A , la Coppa Italia et la Ligue des Champions.
L'été 2017 est marqué par le départ de Mohamed Salah vers Liverpool FC, l'arrivée de Aleksandar Kolarov en provenance de Manchester City et celle de Cengiz Ünder de l'Istanbul BB mais aussi par le changement d’entraîneur avec le départ de Luciano Spalletti vers l'Inter Milan et l'arrivée de Eusebio Di Francesco depuis le club de Sassuolo.
C'est également la première saison sans Francesco Totti depuis 1993.

## Pré-saison

### Mai
Francesco Totti joue son dernier match le 28 mai 2017 contre le Genoa au Stadio Olimpico pour le dernier match de la saison sous l'ovation du public et des joueurs qui l'acclament en héros. Il est considéré comme l'emblème et l'âme de l'AS Roma.
Le 30 mai 2017, l'AS Rome a annoncé se séparer de Luciano Spalletti, entraîneur de la Louve depuis janvier 2016.

### Juin
Le 13 juin 2017, Eusebio Di Francesco est nommé nouvel entraîneur de l'équipe.

## Saison officielle

### Avril
Le mardi 10 avril 2018, lors du match retour des quarts de finale de la Ligue des champions, l'AS Rome obtient une victoire 3-0 à domicile contre le FC Barcelone qui, malgré la défaite 1-4 à l'aller lui permet de se qualifier en demi-finale, grâce à son plus grand nombre de buts marqués à l'extérieur.
Cette qualification fait figure d'exploit majeur pour l'équipe romaine, qui n'avait plus vu les demi-finales de la Ligue des champions depuis 1984, et qui est seulement la 3e équipe à réussir à se qualifier en ligue des champions après avoir perdu par au moins 3 buts d'écart à l'aller. En outre, l'AS Rome est la première équipe à battre Barcelone depuis août 2017 (où elle avait été battue par le Real Madrid lors de sa première sortie de la saison, en Supercoupe d'Espagne).